# Marcus Mattioli
Marcus Mattioli (n. 18 octombrie 1960, Belo Horizonte, Minas Gerais, Brazilia) este un înotător brazilian, medaliat olimpic. A participat la o ediție a Jocurilor Olimpice (1980) în care a câștigat o medalie de bronz.

## Participări
Lista de mai jos prezintă principalele competiții la care a participat Marcus Mattioli de-a lungul carierei.
- swimming at the 1980 Summer Olympics – men's 4 × 200 metre freestyle relay[*]